# Poussifeu et ses évolutions
Poussifeu et ses évolutions Galifeu et Braségali sont trois espèces de Pokémon de troisième génération.

## Création
La franchise Pokémon, développée par Game Freak pour Nintendo et introduite au Japon en 1996, tourne autour du concept de capture et d'entraînement de 898 espèces de créatures appelées Pokémon, afin de les utiliser pour combattre des Pokémon sauvages et ceux d'autres dresseurs Pokémon, qu'il s'agisse de personnages non-joueurs ou d'autres joueurs humains. La puissance des Pokémon au combat est déterminée par leurs statistiques d'attaque, de défense et de vitesse et ils peuvent apprendre de nouvelles capacités en accumulant des points d'expérience ou si leur dresseur leur donne certains objets.

### Conception graphique
En 2003, dans une interview issue du n°84 du magazine Nintendo Dream (en) Ken Sugimori, le principal créateur de l'apparence des Pokémon, révèle qu'il a créé le design de Braségali afin de voir comment un design de Pokémon humanoïde serait reçu par les fans de la franchise. Le créateur dit aussi que les design de Poussifeu et Galifeu ont été créés après celui de Braségali.

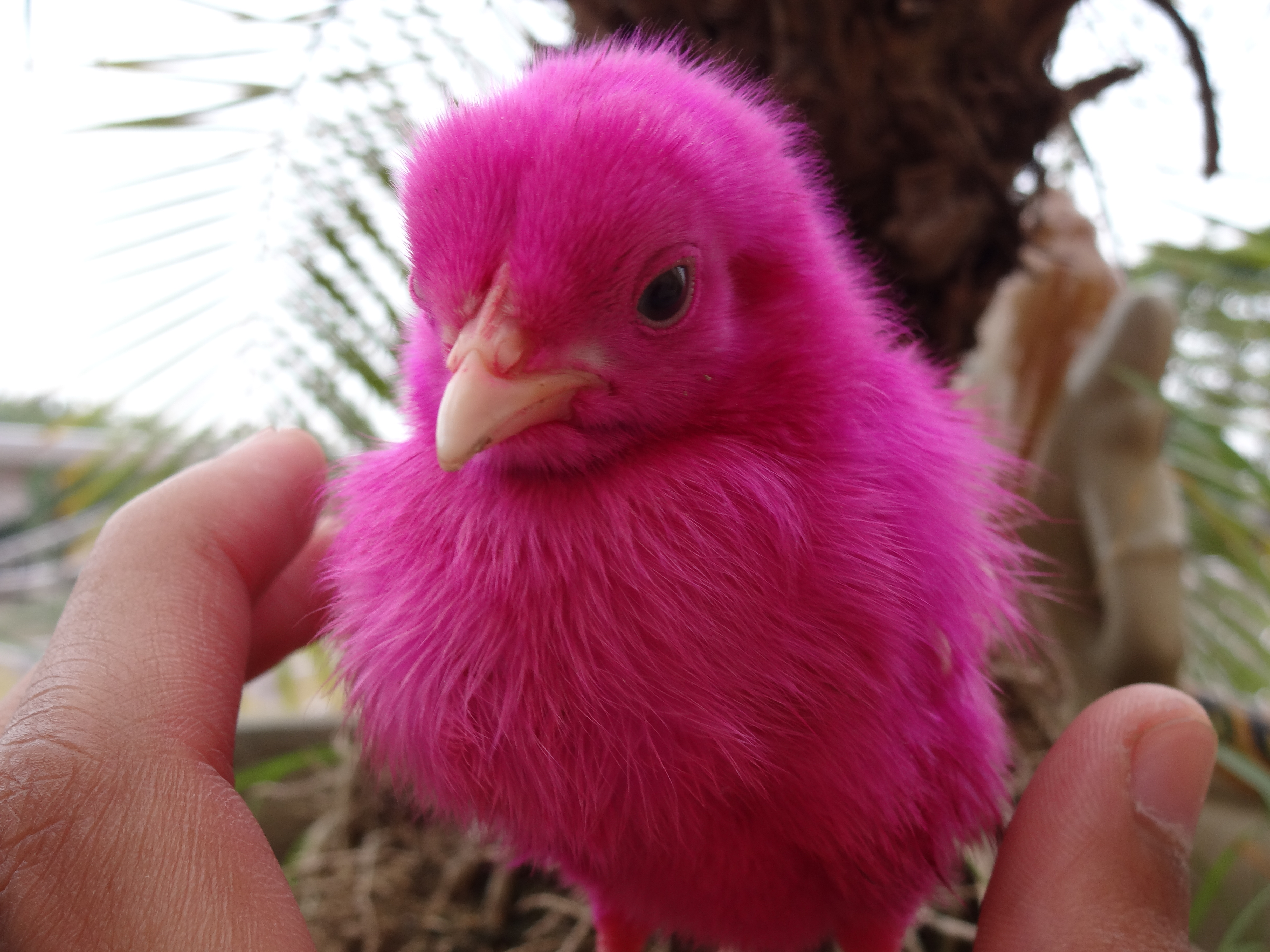
Poussin teint en rose artificiellement.

Le concept de l'évolution de Poussifeu fait référence aux animaux de compagnie gagnables au Japon lors de certains évènements festifs où sont distribués des poussins teints (ja) comme prix. En grandissant, ces poussins perdent leur plumage ainsi que leur « apparence mignonne » ce qui entraîne leur abandon. En créant cette ligne évolutive, Ken Sugimori voulait voir si les joueurs mettraient de côté leur Pokémon de départ dans une boîte PC,.

### Étymologie
Initialement appelés アチャモ (Achamo), ワカシャモ (Wakashamo) et バシャーモ (Bursyamo) dans la version japonaise. Nintendo choisit de donner aux espèces Pokémon des noms « astucieux et descriptifs », liés à l'apparence ou aux pouvoirs des créatures, lors de la traduction du jeu ; il s'agit d'un moyen de rendre les personnages plus compréhensibles pour les enfants, notamment américains. 
Le nom de Poussifeu vient de « feu » et « poussin », l'animal auquel il ressemble. Le nom de Galifeu vient de « feu » et « gallinacé », un ordre d'oiseau comprenant les dindes et les poules. Le nom de Braségali vient de « brasier » et « gallinacé ». 

## Description
Ces trois Pokémon sont liés entre eux par l'évolution.

### Poussifeu
Poussifeu (de l'anglais Torchic, et du japonais Achamo) est une espèce de Pokémon, des créatures fictives de la licence Pokémon. Poussifeu est connu pour être l'une des trois espèces Pokémon que les joueurs de Pokémon Rubis, Pokémon Saphir et Pokémon Émeraude peuvent choisir au début de l'aventure. 
Les Poussifeu sont petits, maladroits avec des plumes jaunâtres et un corps orange. Ils sont souvent vus en train de sautiller derrière leurs dresseurs. Bien qu'apparemment inoffensif, Poussifeu combat en crachant des flammes depuis son estomac.
Poussifeu est couvert d'un duvet très doux. Ses petites ailes sont trop faibles pour lui permettre de voler. Poussifeu évolue en Galifeu puis en Braségali, des griffes poussent progressivement de ses ailes qui deviendront des bras en même temps que le type Combat de ses évolutions. Il dispose d'un endroit dans son corps près de son estomac pour stocker sa flamme. Si on lui fait un gros câlin, cette flamme s'illumine chaleureusement. En combat il crache des flammes pouvant atteindre 1000 degrés et des boules de feu qui carbonisent l'ennemi (Flammèche). On peut souvent observer Poussifeu marchant maladroitement derrière son dresseur. Il a peur du noir car il ne voie pas ses alentours.

### Galifeu
Galifeu (en anglais Combusken et en japonais Wakashamo) est une espèce de Pokémon, des créatures fictives de la licence Pokémon. On donne le nom de Galifeu à tous les Pokémon de cette espèce.
Comparé à Poussifeu, Galifeu est couvert de plumes de la tête aux hanches et de duvet sur le reste du corps. Les jambes de Galifeu sont très puissantes et rapides, il muscle ses cuisses et ses mollets en courant dans les champs ou dans les montagnes. Ses jambes sont capables de donner dix coups de pied à la seconde. Galifeu combat grâce aux flammes ardentes qu'il crache de son bec et à ses coups de pied destructeurs. Il possède aussi de longues griffes qu'il n'utilise pas souvent pour combattre favorisant ses jambes. Le cri de Galifeu est très puissant et très gênant pour l'adversaire.

### Braségali
Braségali (de l'anglais Blaziken, et du japonais Bashaamo) est une espèce de Pokémon, des créatures fictives de la licence Pokémon. 
Braségali est couvert de plumes plus ou moins longues, jaunes, rouges et beiges. Il a une taille humaine. Au combat, Braségali envoie des flammes ardentes de ses poignets et de ses orteils. Il fait preuve d'un courage exceptionnel. Plus l'ennemi est puissant, plus ses poignets sont ardents. Braségali a des jambes incroyablement puissantes : il est capable de sauter par-dessus un immeuble de 30 étages. Les coups de poing enflammés de ce Pokémon peuvent carboniser ses ennemis. Braségali combat en utilisant les arts martiaux. Il a une musculature puissante, il est capable de soulever un Ronflex.

## Apparitions

### Jeux vidéo
Poussifeu, Galifeu et Braségali dans série de jeux vidéo Pokémon. D'abord en japonais, puis traduits en plusieurs autres langues, ces jeux ont été vendus à plus de 200 millions d'exemplaires à travers le monde.
Poussifeu est jouable dans Pokémon : Donjon mystère. Il apparait dans Pokémon Ranger, Pokémon Link! et Pokémon Dash.
Poussifeu fait partie du premier lot de figurines de la technologie de communication en champ proche pour Pokémon Rumble U.
Depuis septembre 2023, Braségali fait partie des personnages jouables dans le jeu vidéo Pokémon Unite.

### Série télévisée et films
La série télévisée Pokémon ainsi que les films sont des aventures séparées de la plupart des autres versions de Pokémon et mettent en scène Sacha en tant que personnage principal. Sacha et ses compagnons voyagent à travers le monde Pokémon en combattant d'autres dresseurs Pokémon.
Deux dresseurs possèdent un Braségali : Harisson et Flora.

## Réception
Poussifeu apparaît sur une Game Boy Advance SP. Sortie en 2003, la console orange dispose d'une silhouette du Pokémon de type feu sur le clapet.
Bien que résultant d'un test de design afin de voir comment serait reçu un Pokémon humanoïde, Braségali est un Pokémon très appréciés des fans de la franchise. En 2020, lors du vote du « Pokémon de l'année », Braségali est dans le top 30 des Pokémon favoris des fans parmi 905 Pokémon, se classant 29e avec 38 307 votes.